# شهرآشوب (ساز)
شهرآشوب یکی از سازهای ابداعی محمدرضا شجریان است که در نخستین نمایشگاه سازهای ابداعی او در سال ۱۳۹۰ و در دومین نمایشگاه سازهای ابداعی در سال ۱۳۹۲، در خانه هنرمندان ایران به نمایش درآمد. محمدرضا شجریان این ساز را در سال ۱۳۸۸ ابداع کرد.

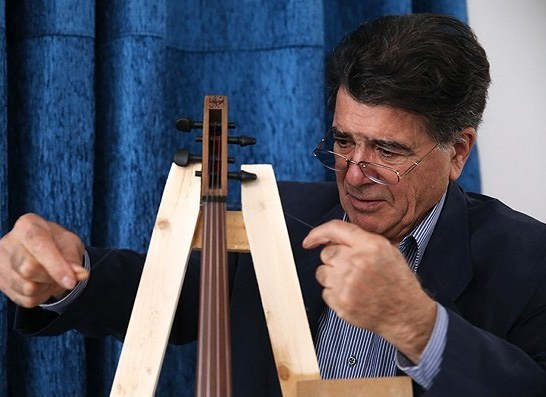
محمدرضا شجریان در دومین نمایشگاه سازهای ابداعی، شهریور ۱۳۹۲

شهرآشوب، یک ساز زهی آرشه‌ای است که می‌تواند جایگزینی برای ساز کمانچه محسوب شود. محمدرضا شجریان دربارهٔ خصوصیات این ساز گفته‌است: «خانوادهٔ ساز شهرآشوب نیز شبیه صراحی است با این تفاوت که حملش راحت‌تر است.»

## انواع شهرآشوب
سازهای خانوادهٔ شهرآشوب ۲ ساز زیر را شامل می‌شوند که تفاوتشان در اندازهٔ ساز و محدودهٔ صوتی آن‌ها است:
- شهرآشوب سوپرانو، ۴ سیم، با صدایی در محدودهٔ سوپرانو (جایگاه صدای کمانچه)
- شهرآشوب آلتو، ۵ سیم، با صدایی در محدودهٔ آلتو، با ابعادی بزرگتر از شهرآشوب سوپرانو (جایگاه صدای آلتو، یک چهارم بم‌تر)